# Xã Jordan, Quận Ripley, Missouri
Xã Jordan (tiếng Anh: Jordan Township) là một xã thuộc quận Ripley, tiểu bang Missouri, Hoa Kỳ. Năm 2010, dân số của xã này là 1.026 người.